# Suessita
La suessita és un mineral de la classe dels elements natius. Anomenada així per Hans E. Suess (1909-1993), professor de química a la Universitat de Califòrnia, a San Diego (EUA). Un sinònim seu és el codi IMA IMA1979-056.

## Classificació
La suessita es troba classificada en el grup 1.BB.05 segons la classificació de Nickel-Strunz (1 per a Elements natius; B per a Carburs metàl·lics, silicurs, nitrurs i fosfurs" i B per a silicurs; el nombre 05b correspon a la posició del mineral dins del grup). En la classificació de Dana el mineral es troba al grup 1.1.23.1 (1 per a Elements natius i aliatges; 23 i 1 corresponen a la posició del mineral dins del grup).

## Característiques
La suessita és un mineral de fórmula química (Fe,Ni)₃Si. Cristal·litza en el sistema cúbic.

## Formació i jaciments
Poc freqüent en alguns meteorits fèrrics. La suessita es forma a conseqüència de les elevades temperatures del meteorit a l'entrar a l'atmosfera combinades amb la reducció de la sílice, seguida d'una posterior reducció dràstica de la temperatura. Aquest fet és important, ja que permet associar en un meteorit, la deformació produïda per metamorfisme d'impacte amb la quantitat de suessita que presenta. La seva localitat tipus es troba al meteorit North Haig, a Austràlia. Ha estat descrita a Austràlia, el nord d'Àfrica, l'Antàrtida i l'oceà Pacífic.